# Hungria durante a Segunda Guerra Mundial
A Hungria lutou ao lado das Forças do Eixo durante a Segunda Guerra Mundial. Desde a Grande Depressão, a Hungria aumentou suas relações comerciais com o Reino da Itália e Alemanha. Já no final da década de 1930, o Reino da Hungria experimentou uma guinada  nacionalista e passou a se beneficiar de sua relação com o Eixo. Com ajuda da Alemanha, o país conseguiu negociar assentamentos em disputas territoriais com a República da Tchecoslováquia, República Eslovaca e Reino da Romênia. Em 1941, pressionada pela Alemanha, a Hungria se uniu oficialmente ao Eixo. Na guerra, a Hungria lutou ao lado dos nazistas nas invasões da Iugoslávia e da URSS.

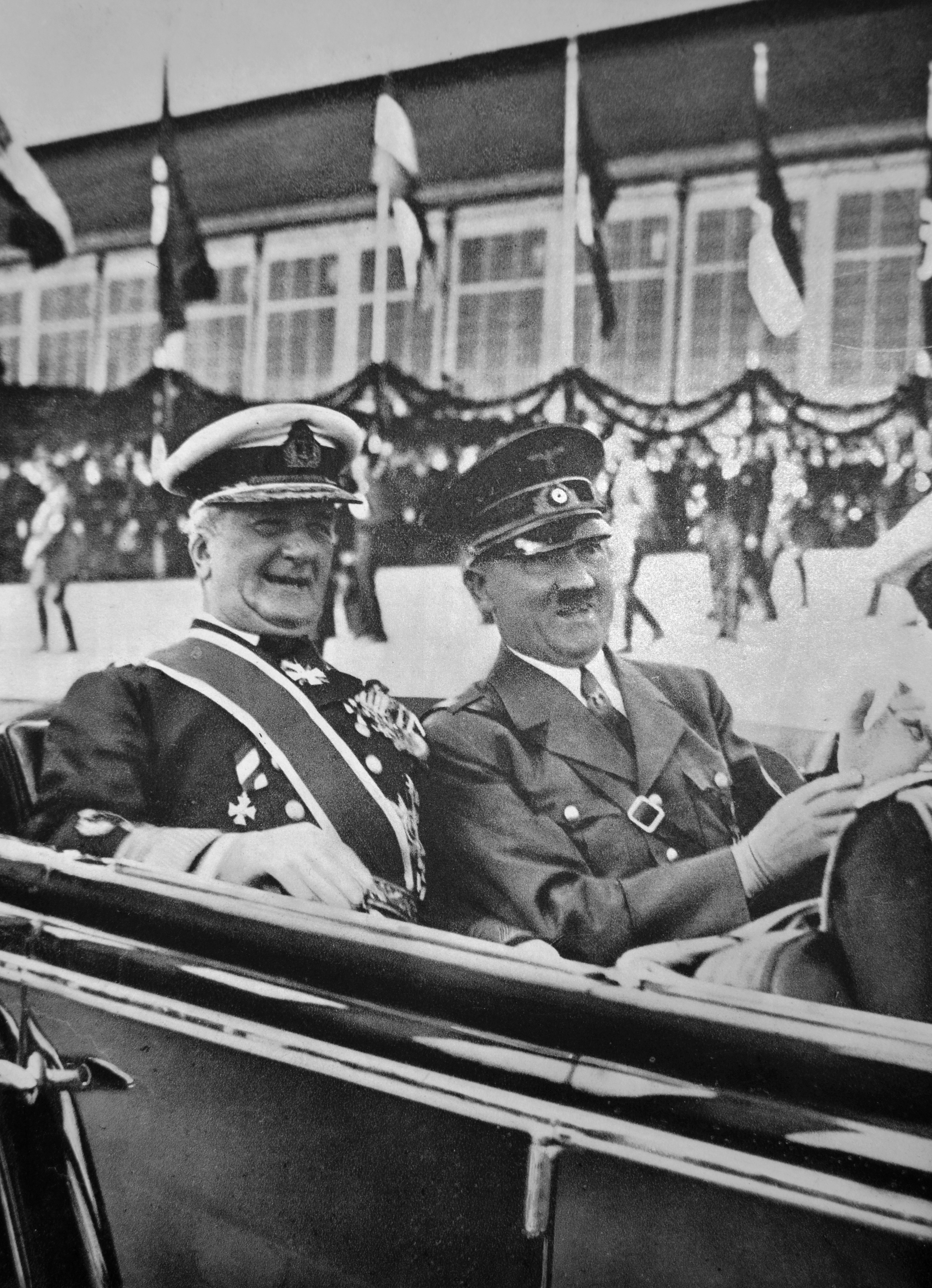
Miklós Horthy e Adolf Hitler em 1938.

Em plena batalha com os soviéticos, o governo húngaro começou a negociar um armistício com a Inglaterra para se resguardar em relação à  derrota iminente. Hitler descobriu essa traição e em março de 1944 ordenou a ocupação do território húngaro. Quando as forças soviéticas começaram a ameaçar a Hungria, um armistício entre os dois países foi assinado pelo regente Miklós Horthy. Imediatamente após isso o filho de Horthy foi sequestrado pelos alemães e o governante foi obrigado a desfazer o acordo. O regente foi posteriormente deposto e em seu lugar foi colocado o líder fascista Ferenc Szálasi, amigável aos interesses alemães. Em 1945, soviéticos e romenos invadiram completamente a Hungria e derrotaram os soldados alemães e húngaros que lá estavam. Após a rendição, as conquistas territoriais foram revogadas e o país voltou a ter suas fronteiras de acordo como eram em 1938.
Aproximamente 300 mil militares e 600 mil civis húngaros – dentre eles, 450 mil judeus e 28 mil ciganos – morreram durante a Segunda Guerra Mundial. Muitas cidades também foram severamente danificadas, com destaque para a destruição da capital Budapeste. Durante os anos iniciais da guerra a maioria dos judeus foram protegidos da deportação para campos de extermínio, no entanto foram sujeitos a uma série de leis antissemitas que impunham limites na participação na vida pública e na economia da Hungria. A situação ficaria pior após a Operação Margarethe, pois com os nazistas no controle judeus e ciganos começaram a ser deportados para Auschwitz.